# Serpuchov

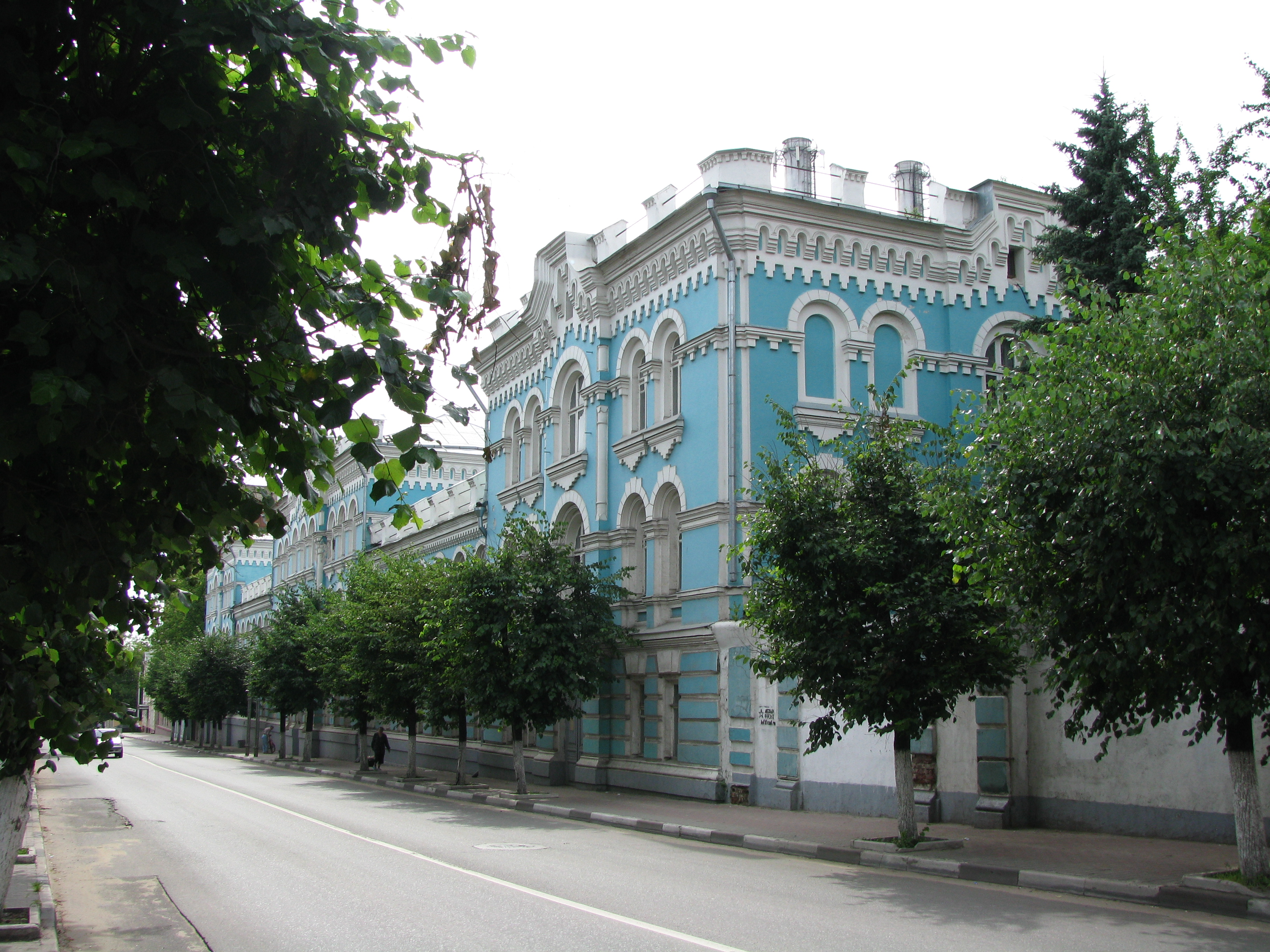
Gata i Serpuchov.

Serpuchov (ryska Се́рпухов) är en stad i Moskva oblast, Ryssland. Folkmängden uppgick till 126 728 invånare i början av 2015.
Stadens omnämns första gången 1336. Namnet kan komma av växten ängsskära (serpucha) eller av namnet av ett vattendrag.
Staden har också gett namn åt ett år 2015 sjösatt mindre raketbestyckat fartyg ("Серпухов") i ryska Svartahavsflottan.